# Коми
Вижте пояснителната страница за други значения на Коми.
Република Ко̀ми или накратко Коми (на коми: Коми Республика) е автономна република в състава на Руската федерация. Влиза в състава на Северозападния федерален окръг и Северен икономически район. С площ от 416 774 km2, Коми е най-големият регион в европейската част на Русия, на 11-о място в Русия и 2,43% от цялата ѝ територия. Население на 1 януари 2017 г. 850 554 души (60-о място в Русия, 0,58%). Столица е град Сиктивкар. Разстояние от Москва до Сиктивкар — 1515 km.

## История
Създадена е на 22 август 1921 г. като Коми (Зирян) автономна област. На 5 декември 1936 г. е преобразувана в Коми АССР. На 24 май 1991 г. влиза в състава на ОНД под името Коми ССР, а от 12 януари 1993 г. – Република Коми, субект на Руската Федерация.

## Географска характеристика

### Географско положение, граници, големина
Република Коми е разположена в крайната североизточна част на Европейска Русия. На запад граничи с Архангелска област, на север – с Ненецки автономен окръг, на североизток – с Ямало-Ненецки автономен окръг, на изток – с Ханти-Мансийски автономен окръг, на югоизток – със Свердловска област, на юг – с Пермски край и на югозапад – с Кировска област. В тези си граници заема площ от 416 774 km2 – 11-о място по големина в Русия и 2,43% от нейната територия.

### Релеф
Голяма част от територията на републиката е равнинна (крайната североизточна част на Източноевропейската равнина). От югоизток на северозапад през средата на Коми се простира ниското и широко възвишение Тимански кряж с максимална височина връх Четласки Камен 456 m. В източната част на страната, от юг на север, на протежение повече от 800 km се извисяват най-високите части на планината Урал: Северен Урал (връх Телпозиз 1617 m), Приполярен Урал с връх Народная 1895 m (най-високата точка на Република Коми и цялата планина Урал) и Полярен Урал (връх Пайер 1472 m). По вододела на планината преминава източната граница на републиката с Ямало-Ненецкия и Ханти-Мансийския автономни окръзи и Свердловска област. Между Тиманския кряж на запад и планината Урал на изток е разположена обширната, силно заблатена Печорска низина.

### Полезни изкопаеми
Република Коми е много богата на полезни изкопаеми: каменни въглища, нефт, природен газ, горящи шисти, естествен асфалт, титанови руди, боксити, каменна сол, гипс, варовик, минерални води. Техните потенциални запаси съставляват 9/10 от всичките ресурси в северозападната част на Русия, а техния комплексен характер на разположение в съчетание с високата концентрация на единица площ обезпечават високата им ефективност на усвояване.

### Климат
Климатът в Република Коми е умерено континентален с продължителна и сурова зима и кратко, сравнително топло лято. Суровостта на климата се увеличава от югозапад на североизток. В Сиктивкар, на югоизток, средната януарска температура е -15,1 °C, средна юлска 16,6 °C; в Ухта, в централната част – съответно -17,3 °C и 15,3 °C; във Воркута, на североизток -20,4 °C и 11,7 °C. В северните и североизточни части на страната (основно зад Полярния кръг) е развита вечно замръзналата почва (13% от цялата територия на републиката). Годишната сума на валежите в по-голямата част от Коми е 600 – 700 mm, а по западните склонове на планината Урал – до 1500 mm. Вегетационният период (средна денонощна температура над 10 °C) се изменя от 150 дни на юг до 90 дни на североизток.

### Води
В Република Коми има 58 676 реки с обща дължина 402 597 km и се отнасят към четири морски водосборни басейна: Баренцево море (62% от територията на страната), Бяло море (37%), Каспийско море (0,7%) и Карско море (0,3%). Най-голямата река в страната е Печора, вливаща се в Баренцево море. Други големи реки във водосборния басейн на Печора са: Уса, Ижма, Илич, Сула и Цилма (притоци на Печора), а също Адзва, Колва и Косю (притоци на Уса). Към водосборния басейн на Бяло море се отнасят реките Вичегда (десен приток на Северна Двина) с притоците си Вим и Сисола и Луза (десен приток на Юг, дясна съставяща на Северна Двина. В западната част на Коми преминава горното течение на река Мезен, също от басейна на Бяло море с най-големия си приток (ляв) река Вашка. В южната част няколко малки реки водят началото си от територията на Република Коми и принадлежат към водосборния басейн на река Кама, ляв приток на Волга от басейна на Каспийско море. В крайния североизточен ъгъл на страната, по границата с Ямало-Ненецкия автономен окръг протича река Кара, вливаща се в Карско море.
Голяма част от реките имат равнинен характер, отличават се със спокойно течение, силно меандрират в широки долини с обширни заливни речни тераси. Изключение правят реките течащи в планината Урал и във възвишението Тимански кряж. Те са с планински или полупланински характер, с прагове и бързо течение. Основното подхранване на реките в региона е снежното (50 – 80%). За тях е характерно ясно изразено пролетно пълноводие и лятно-есенно маловодие, нарушавано от епизодични прииждания при поройни дъждове. Реките в Коми обикновено замръзват от края на октомври до средата на ноември, а се размразяват в края на април или началото на май.
В Коми са разположени над 94,5 хил. малки езера с обща площ от 1800 km2. Преоладават крайречните езера, но има и малки планински езера в Урал, дълбоки карстови езера по западните склонове на Урал и в басейна на река Вичегда и плитки термокарстови езера в тундрата и лесотундрата. 9,77% от територията на Коми е заета от блата с обща площ от 40 732 km2. Тук се намират две от най-големите европейски блатни системи – блатото Океан и Усинското блато.

### Почви, растителност
Почти цялата територия на страната е заета от подзолисти почви, а на север са тундровите почви. По долините на повечето големи реки има алувиално-ливадни почви (около 2%), но стопанското им значение е слабо.
По-голямата част от Коми (69%, 28,7 млн. ха) е покрита от иглолистни гори – тайга, като преобладават смърчът и борът (81%); срещат се и сибирски видове: кедър, ела, лиственица. Широколистните гори са 19% от общата горска територия. Запасите от дървен материал се изчисляват на 2,9 млрд. m3. На север от Полярната окръжност тайгата постепенно се сменя от лесотундра и тундра.

## Население
По данни от преброяването от октомври 2002 г., населението на Република Коми е 1 018 674 души (0,70% от Русия, 54-то място), с плътност 2,4/km2. Урбанизацията на населението е 75,25%.
Националният състав на населението е следният:
- руснаци – 59,59%
- коми – 25,18%
- украинци – 6,10%
- беларуси – 1,49%
- немци – 0,91%
- чуваши – 0,74%

## Административно-териториално деление на Република Коми
В административно-териториално отношение Република Коми се дели на 6 републикански градски окръга и 14 муниципални района. Има 10 града, в т.ч. 6 града с републиканско подчинение и 4 града с районно подчинение и 29 селища от градски тип.
| Административна единица      | Площ (km2) | Население (2017 г.) | Административен център | Население (2017 г.) | Разстояние до Сиктивкар (в km) | Други градове и сгт с районно подчинение                                         |
| ---------------------------- | ---------- | ------------------- | ---------------------- | ------------------- | ------------------------------ | -------------------------------------------------------------------------------- |
| Републикански градски окръзи |            |                     |                        |                     |                                |                                                                                  |
| 1. Сиктивкар                 | 152        | 260 448             | гр. Сиктивкар          | 245 313             |                                | Краснозатонски, Седкиркещ, Верхная Максаковка                                    |
| 2. Воркута                   | 24 180     | 80 061              | гр. Воркута            | 58 133              | 904                            | Воргашор, Елецки, Заполярни, Комсомолски, Мулда, Октябърски, Промишлени, Северни |
| 3. Инта                      | 30 100     | 28 977              | гр. Инта               | 26 271              | 608                            | Верхная Инта, Кожим                                                              |
| 4. Усинск                    | 30 564     | 44 525              | гр. Усинск             | 38 800              | 757                            | Парма                                                                            |
| 5. Ухта                      | 10 300     | 118 987             | гр. Ухта               | 97 806              | 333                            | Боровой, Водни, Шудаяг, Ярега                                                    |
| 6. Вуктил                    | 22 453     | 12 042              | гр. Вуктил             | 10 205              | 575                            |                                                                                  |
| Муниципални райони           |            |                     |                        |                     |                                |                                                                                  |
| 7. Ижемски                   | 18 436     | 17 410              | с. Ижма                | 3753                | 544                            |                                                                                  |
| 8. Княжпогостки              | 24 616     | 19 453              | гр. Емва               | 12 906              | 130                            | Синдор                                                                           |
| 9. Койгородски               | 10 416     | 7549                | с. Койгородок          | 2877                | 192                            |                                                                                  |
| 10. Корткероски              | 19 748     | 18 593              | с. Корткерос           | 4838                | 48                             |                                                                                  |
| 11. Печора                   | 28 923     | 51 884              | гр. Печора             | 40 048              | 588                            | Изъяю, Кожва, Путеец                                                             |
| 12. Прилузки                 | 13 168     | 17 816              | с. Объячево            | 5699                | 189                            |                                                                                  |
| 13. Сосногорски              | 16 563     | 43 964              | гр. Сосногорск         | 26 571              | 345                            | Войвож, Нижни Одес                                                               |
| 14. Сиктивдински             | 7473       | 24 194              | с. Вилгорт             | 11 946              | 7                              |                                                                                  |
| 15. Сисолски                 | 6071       | 13 007              | с. Визинга             | 6810                | 88                             |                                                                                  |
| 16. Троицко-Печорски         | 40 601     | 11 498              | сгт Троицко-Печорск    | 6315                | 515                            |                                                                                  |
| 17. Удорски                  | 35 816     | 17 903              | с. Кослан              | 2288                | 270                            | Благоево, Междуреченск, Усогорск                                                 |
| 18. Уст Вимски               | 4775       | 26 192              | с. Айкино              | 3367                | 96                             | гр. Микун, Жешарт                                                                |
| 19. Уст Куломски             | 26 368     | 24 499              | с. Уст Кулом           | 5141                | 189                            |                                                                                  |
| 20. Уст Цилемски             | 42 511     | 11 552              | с. Уст Цилма           | 4877                | 664                            |                                                                                  |

## Икономика
Републиката развива добива на каменни въглища, нефт, газ, нефто и газо-преработката, дърводобивната и дървообработваща промишленост.
В селското стопанство водещ отрасъл е животновъдството. Развито е също така еленовъдството.
Отглеждат се фуражни култури, както и картофи, зеленчуци и зърнени култури.

## Селско стопанство
Отглежда се фуражни култури, картофи, зеленчуци, зърнени култури. Отглеждат се норки и лисици.
| хиляди хектара | 101 | 100,5 | 99,6 | 83,2 | 52,7 | 40,5 | 40,7 |